# Maria Sielicka-Gracka
Maria Teresa Sielicka-Gracka (ur. 2 maja 1937 w Łodzi) – polska lekarka, posłanka na Sejm X kadencji.

## Życiorys
Ukończyła w 1961 studia na Wydziale Lekarskim Akademii Medycznej w Warszawie, uzyskała specjalizację w zakresie endokrynologii dziecięcej. Pracowała zawodowo w stołecznych jednostkach służby zdrowia. Na emeryturę przeszła w 2003, wciąż praktykując w zawodzie.
W 1980 wstąpiła do „Solidarności”. W latach 80. zaangażowała się w działalność Duszpasterstwa Służby Zdrowia i działalność charytatywną w ramach Ruchu „Ku cywilizacji miłości”. W 1989 z ramienia Komitetu Obywatelskiego uzyskała mandat posła X kadencji, w trakcie której przystąpiła do Unii Demokratycznej. Zasiadała w Komisji Zdrowia oraz w Komisji Nadzwyczajnej do rozpatrzenia projektu ustawy o ochronie prawnej dziecka poczętego. W 1991 wycofała się z polityki, zajęła się działalnością społeczną w ramach Stowarzyszenia Lekarze Nadziei (od 1994 jako prezes zarządu oddziału warszawskiego). Była też członkinią władz samorządu zawodowego, w latach 1993–1997 jako członkini prezydium Okręgowej Izby Lekarskiej.
W 2011 prezydent Bronisław Komorowski odznaczył ją Krzyżem Komandorskim Orderu Odrodzenia Polski. W 2016 wyróżniona Odznaką Za Zasługi dla Ochrony Praw Człowieka.